# Kristi himmelsfärds kyrka, Brusnik
Kristi himmelsfärds kyrka (makedonska: Црква „Вознесение Христово“; translitteration: Tsrkva ''Vosnesenie Hristovo'') är en makedonisk-ortodox kyrkobyggnad belägen i den östra delen av byn Brusnik, i kommunen Bitola i regionen Pelagonien, i sydvästra Nordmakedonien.
Kyrkan är helgad åt Kristi himmelsfärd och tillhör Prespas och Pelagoniens stift.

## Historik
Kristi himmelsfärds kyrka i Brusnik byggdes och invigdes i början av 1900-talet.
Under första världskriget blev kyrkan allvarligt skadad, då bland annat dess dåvarande ikonostas brändes.

## Inventarier
Kyrkans nuvarande ikonostas tillverkades i den mellersta delen av 1900-talet.

## Bilder

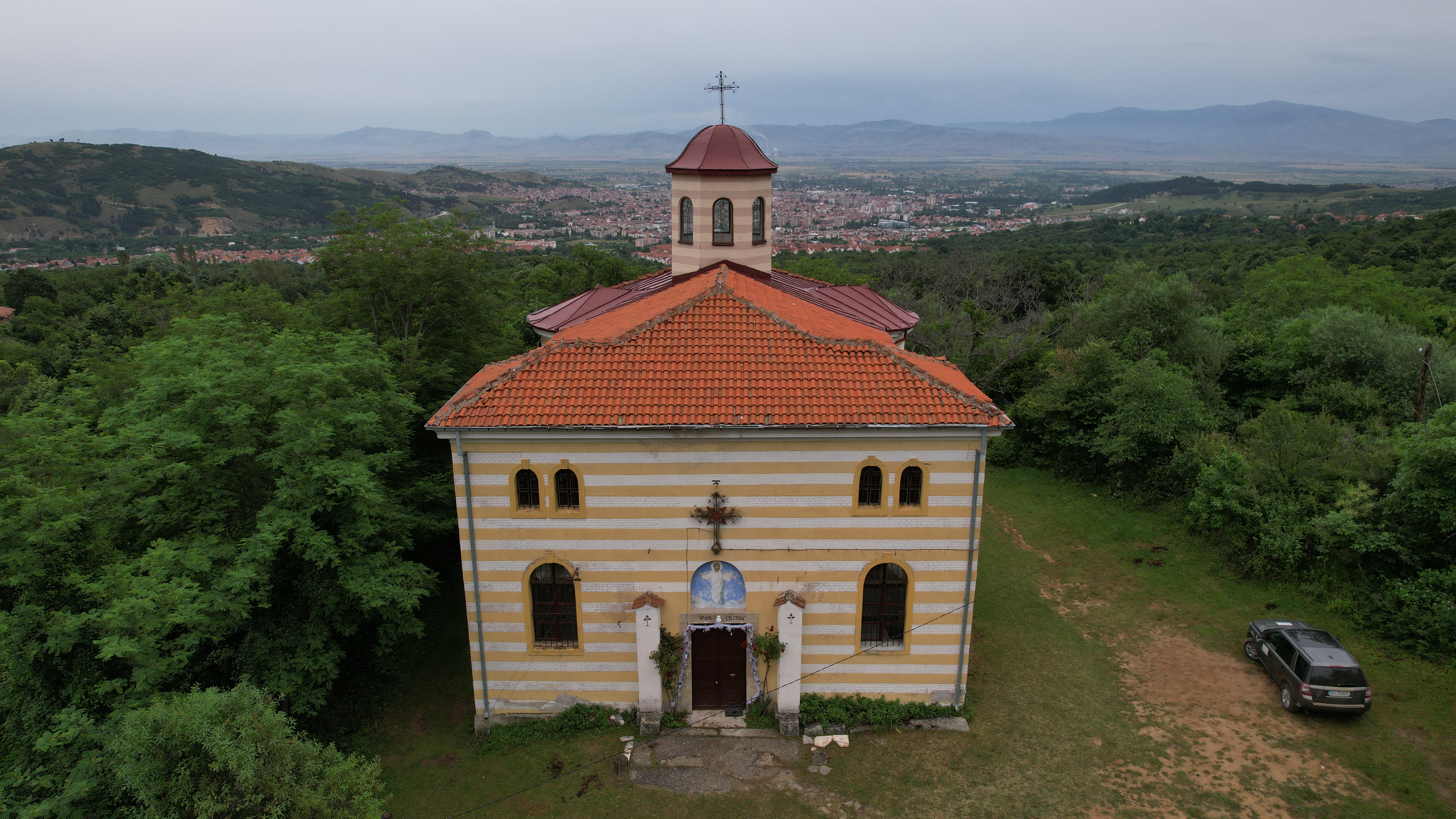
Framsidan.
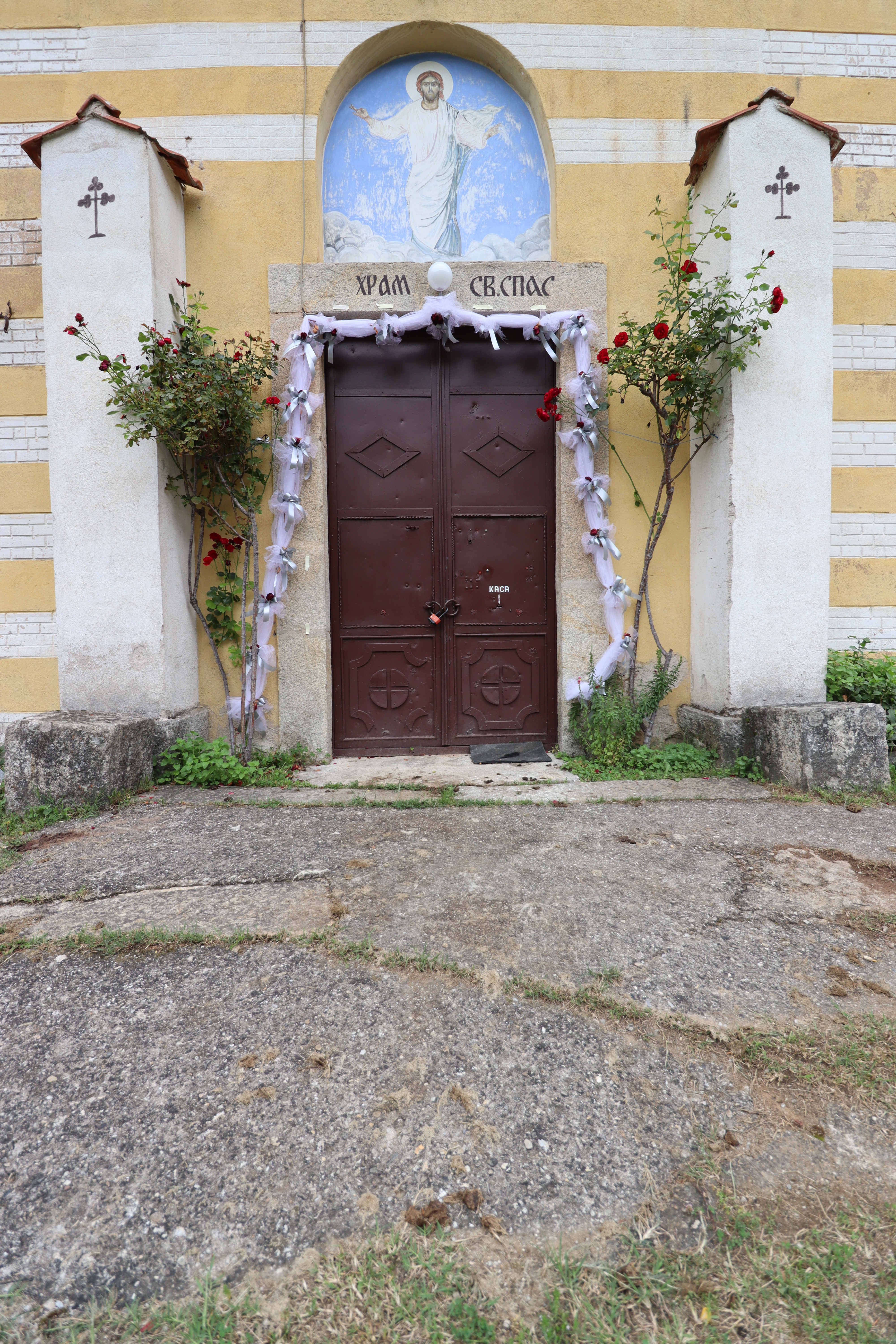
Entrén.